# Saminikro
Saminikro est une localité du centre de la Côte d'Ivoire et appartenant au département de Bouaké, Région de la Vallée du Bandama. La localité de Saminikro est un chef-lieu de commune.